# Saratský rajón
Saratský rajón (ukrajinsky Саратський район) byl rajón v Oděské oblasti na Ukrajině. Hlavním městem byla Sarata a rajón měl přibližně 44 tisíc obyvatel. 

## Sídla v rajónu
- Sarata